# Zamia furfuracea
Zamia furfuracea — вид голонасінних рослин класу Саговникоподібні (Cycadopsida).
Етимологія: у зв'язку з зберігаються коротких коричневих волосків на листових фрагментах.

## Опис
Стовбур підземний, в старих рослин стелеться в скельних рослин, від кулястих до циліндричних, до 20 см діаметром. Листя 6–30(40), завдовжки 0,5–1,5 м; черешок завдовжки 15–30 см; хребет з 6–12 парами листових фрагментів. Листові фрагменти від довгастих або оберненоланцетовидих до оберненояйцевидих, клиновиді біля основи, від широко загострених до тупих верхівців, сильно дуже шкірясті, густо запушені (особливо зверху), коли зрілі, краї пилчасті у верхній третині, серединні — 8–20 см завдовжки, 3–5 см у ширину. Пилкові шишки 1–6, жовтувато-коричневі, від циліндричних до яйцевидо-циліндричних, гострі на вершині, 8–12(15) см завдовжки, 1,5–2,5 см діаметром.; плодоніжка довжиною 2–6 см. Насіннєві шишки від світло- до темно-коричневого кольору, від циліндричних до яйцевидо-циліндричних, гострі на верхівці, 10–20(25) см завдовжки, 5–78 см діаметром; плодоніжка завдовжки 15–20 см. Насіння червоне, довжиною 0,7–1 см, 0,3–0,5 см діаметром. 2n = 18.

## Поширення, екологія
Цей вид є ендеміком у південно-східній частині штату Веракрус, Мексика. Цей вид росте в районах зазвичай посушливих шипастих чагарників на піщаних ґрунтах і в вапнякових скелях.

## Загрози та охорона
Величезне зниження чисельності цього виду сталося понад двадцять років тому. Багато рослин були видалені з середовища проживання для декоративних цілей. Тепер надзвичайно поширені в культивуванні і рідко збираються в області, хоча повідомлення про дикий збір насіння існує. Рослини культивуються в розплідниках.